# Таргай
Таргай — село в Новокузнецком районе Кемеровской области. Входит в состав Сосновского сельского поселения.

## География
Центральная часть населённого пункта расположена на высоте 268 метров над уровнем моря.

## История
Изначально проживали телеуты, которые к началу XX века полностью ассимилировались среди русских. По переписи 1897 года здесь проживало 203 человека, из них 189 телеуты и 14 русских.

## Население
По данным Всероссийской переписи населения 2010 года, в селе Таргай проживает 124 человека (67 мужчин, 57 женщин).
Национальный состав
По переписи 1897 года основным населением были телеуты.
Согласно результатам переписи 2002 года, в национальной структуре населения русские составляли 98 %.